# Zdena Frýbová
Zdena Frýbová (30. srpna 1934, Praha – 22. února 2010 Praha) byla česká spisovatelka a novinářka. Užívala také pseudonym Zdena Redlová.

## Život
Svou profesní kariéru zahájila v deníku Práce. Dále publikovala v různých českých a slovenských periodikách. V roce 1992 založila nadaci Robin, jejímž cílem je pomáhat bezprizorním a týraným zvířatům. Název nadace je inspirován psím hrdinou jedné z jejích nejúspěšnějších knih.

### Dílo
Patřila ke spisovatelům, kteří se cenzuře kontroverzních témat v době reálného socialismu vyhnuli absolutně nepolitickým psaním. Často se u ní vyskytuje tematika z lékařského nebo vědeckého prostředí. Ve většině svých děl se soustřeďovala na pracovní problematiku, propojovala psychologické, kriminalistické a reportážní postupy. Často se inspirovala profesními romány Arthura Haileyho.
Podle její prózy vznikla televizní inscenace Uzavřený pavilon (1991).
Ještě před listopadem 1989 dokončila román Mafie po česku aneb Jeden den Bohuslava Panenky, v němž otevřeně kritizovala poměry předlistopadového Československa zejména v souvislosti s korupčním chováním politických prominentů tehdejšího režimu. Aby mohla být tato kniha vůbec vydána, musela na základě pokynu předlistopadové cenzury přepracovat konec románu tak, aby hlavní hrdina, představitel „předlistopadové mafie“, nakonec skončil za mřížemi, čímž mělo být dokázáno, že bez ohledu na všechny negativní jevy zmíněné v románu nakonec zvítězí spravedlnost a právo. Román nakonec vyšel až v roce 1990, a to včetně doslovu napsaného ještě před listopadem, v němž se končící normalizační režim ústy literární publicistky Zdeňky Bastlové snažil kritiku obsaženou v románu co nejvíce zjemnit a relativizovat.
Po změně společenských poměrů začala ve svých dílech i v rozhovorech pro média (zejména Právo) velmi otevřeně akcentovat politická témata.
Její texty ústy hrdinů románů nadále kritizovaly předlistopadový režim, zároveň však nezakrývaly velké autorčino zklamání nad skutečností, že zločiny socialismu zůstaly nepotrestány a že prominenti tehdejšího režimu se často velmi snadno zorientovali v nových podmínkách a na svou předlistopadovou kariéru navázali kariérou ještě úspěšnější. Jako důkaz přináší román Mafie po listopadu aneb Ryba smrdí od hlavy, který volně navazuje na román Mafie po česku aneb Jeden den Bohuslava Panenky a v němž hlavního hrdinu „osvobozuje“ (na základě rozsáhlé amnestie Václava Havla udělené počátkem roku 1990 dvěma třetinám všech tehdejších vězňů) a otevírá mu dveře do polistopadového podnikání, ale i organizovaného zločinu.
Ve svých románech autorka nijak neskrývala své levicové názory, které kombinovala s velmi tvrdou kritikou korupce a organizovaného zločinu v raném porevolučním období. Hrdinové jejích románů často propadají beznaději, že „všechno je špatně“; názory tohoto typu často zaznívají zejména v psychologicko-kriminálních románech Polda a jeho volném pokračování Polda a jeho soudce, ale i ve spíše rodinně a humoristicky laděných románech Malinkatý kretén nebo Robin Druhý a jeho rodina (volné pokračování bestselleru Robin).
Zemřela v únoru 2010 na kardiologické klinice Fakultní nemocnice Motol v Praze po dlouhé vážné nemoci.

## Publikované knihy
- Rok na haciendě, 1963 (vydáno pod pseudonymem Zdena Redlová)
- Příběh z lékárny, 1965, analýza příčin manželské krize (vydáno pod pseudonymem Zdena Redlová)
- Připravte operační sál, 1979, psychologický román s kriminální zápletkou
- Falešní hráči, 1982, z manželských a předmanželských poraden
- Robin, 1983, s humorem a nadsázkou zde popisuje problémy výchovy štěněte
- Z neznámých důvodů, 1988, popisuje s humorem farmaceutický výzkumný ústav a problémy lidí v něm. Tato kniha byla velmi kritizována v samizdatovém vydání Lidových novin
- Den jako stvořený pro vážnou známost, 1989, sbírka povídek
- Mafie po česku aneb Jeden den Bohuslava Panenky, 1990
- Hrůzy lásky a nenávisti, 1991
- Mafie po listopadu anebo Ryba smrdí od hlavy, 1992
- Malinkatý kretén, psi se zde humornou formou vyslovují k politické situaci, mají krajně pesimistické názory, kterým autorka dává za pravdu
- Polda, 1995, kriminální román – policista, odborník na hospodářskou kriminalitu přejde na druhou stranu zákona
- Polda a jeho soudce, 1996, kriminální román – volné pokračování románu Polda
- Noc jako stvořená pro nevěru, 1997
- Robin Druhý a jeho rodina, 1999, volné pokračování Robina
- Otcem i matkou proti své vůli, 2000
- Neděle jako stvořená pro vraždu, 2002
- Dvě dámy v tísni, 2004
- Milosti prezidenta, 2007, dramatický život Roberta Rokla, nadaného a talentovaného architekta v 60. letech 20. století a v době polistopadové